# Cleveland (Utah)
|  | Per a altres significats, vegeu «Cleveland (desambiguació)». |

Cleveland és una població dels Estats Units a l'estat de Utah. Segons el cens del 2000 tenia 508 habitants.

## Demografia
Segons el cens del 2000, Cleveland tenia 508 habitants, 164 habitatges, i 139 famílies. La densitat de població era de 220,4 habitants per km².
Dels 164 habitatges en un 48,2% hi vivien nens de menys de 18 anys, en un 76,2% hi vivien parelles casades, en un 6,1% dones solteres, i en un 15,2% no eren unitats familiars. En el 15,2% dels habitatges hi vivien persones soles el 6,7% de les quals corresponia a persones de 65 anys o més que vivien soles. El nombre mitjà de persones vivint en cada habitatge era de 3,1 i el nombre mitjà de persones que vivien en cada família era de 3,44.
Per edats la població es repartia de la següent manera: un 33,9% tenia menys de 18 anys, un 10,8% entre 18 i 24, un 25% entre 25 i 44, un 20,3% de 45 a 60 i un 10% 65 anys o més.
L'edat mediana era de 30 anys. Per cada 100 dones de 18 o més anys hi havia 95,3 homes.
La renda mediana per habitatge era de 33.500 $ i la renda mediana per família de 43.000 $. Els homes tenien una renda mediana de 33.750 $ mentre que les dones 14.286 $. La renda per capita de la població era d'11.774 $. Entorn del 6,3% de les famílies i el 8,1% de la població estaven per davall del llindar de pobresa.

## Poblacions més properes
El següent diagrama mostra les poblacions més properes.